# Cheie de boltă

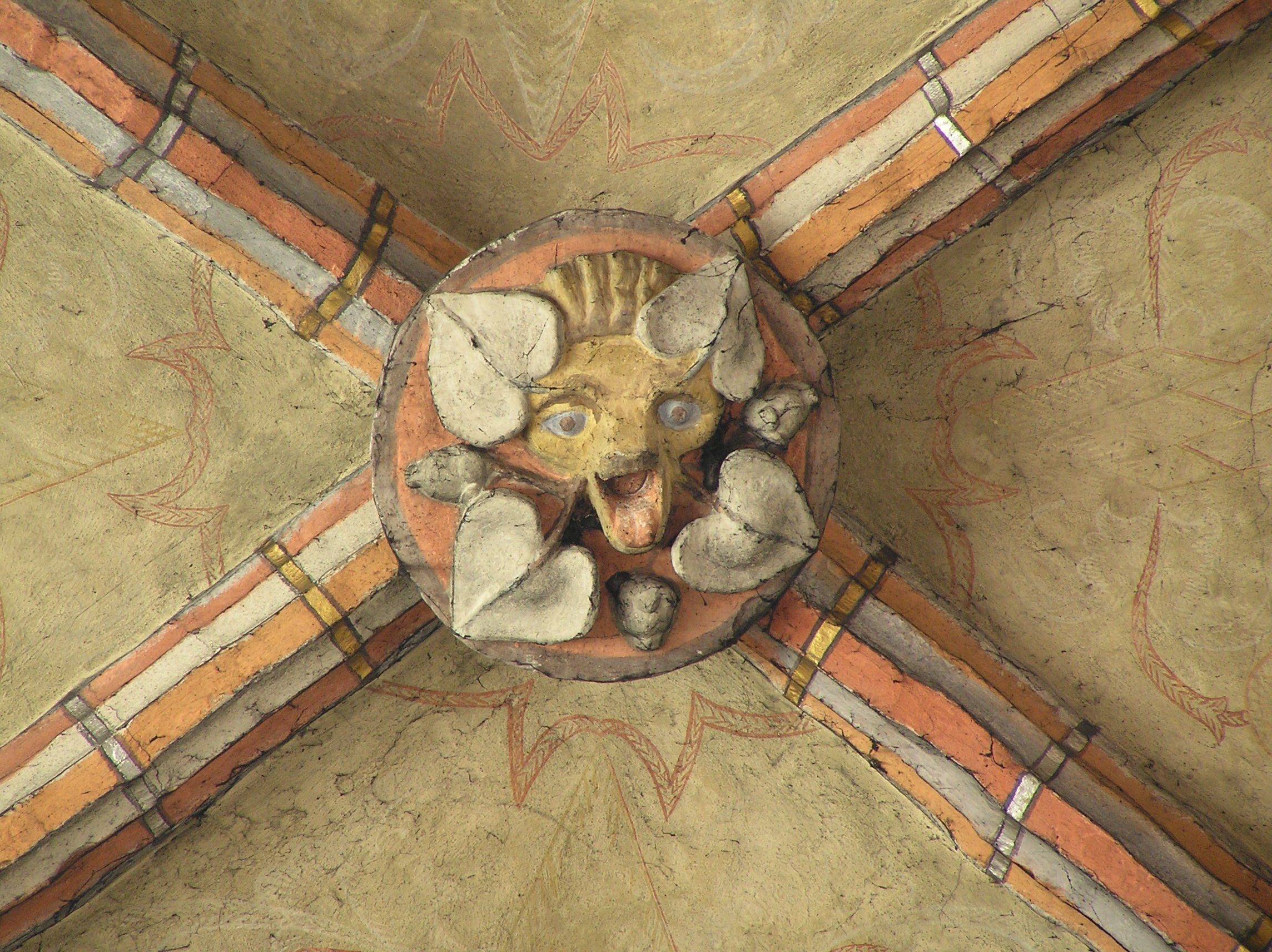
Cheie de boltă decorată cu un cap de animal din Biserica Fecioarei Maria din Chełmno, Polonia

În arhitectură, cheia de boltă reprezintă piatra din vârful unei bolți sau al unui arc, fiind totodată elementul de susținere al întregii construcții, fără de care aceasta s-ar prăbuși. Toate bolțarele (blocurile de piatră special prelucrate pentru a forma un arc sau o boltă) care înconjoară cheia de boltă și pe care aceasta se sprijină, suportă la rândul lor o parte a greutății construcției.

## La figurat
N.b.: un înțeles figurativ similar o are ṣi un alt termen preluat din arhitectură, și anume cel de piatră unghiulară (v. articolul in engleză).
Statul Pennsylvania a fost cunoscut încă de la începutul secolului al XIX-lea sub numele de "Keystone State", în română "statul cheie de boltă", datorită poziției strategice pe care o avea în rândul celor 13 foste colonii britanice care au format inițial noul stat american, SUA.

## Galerie de imagini

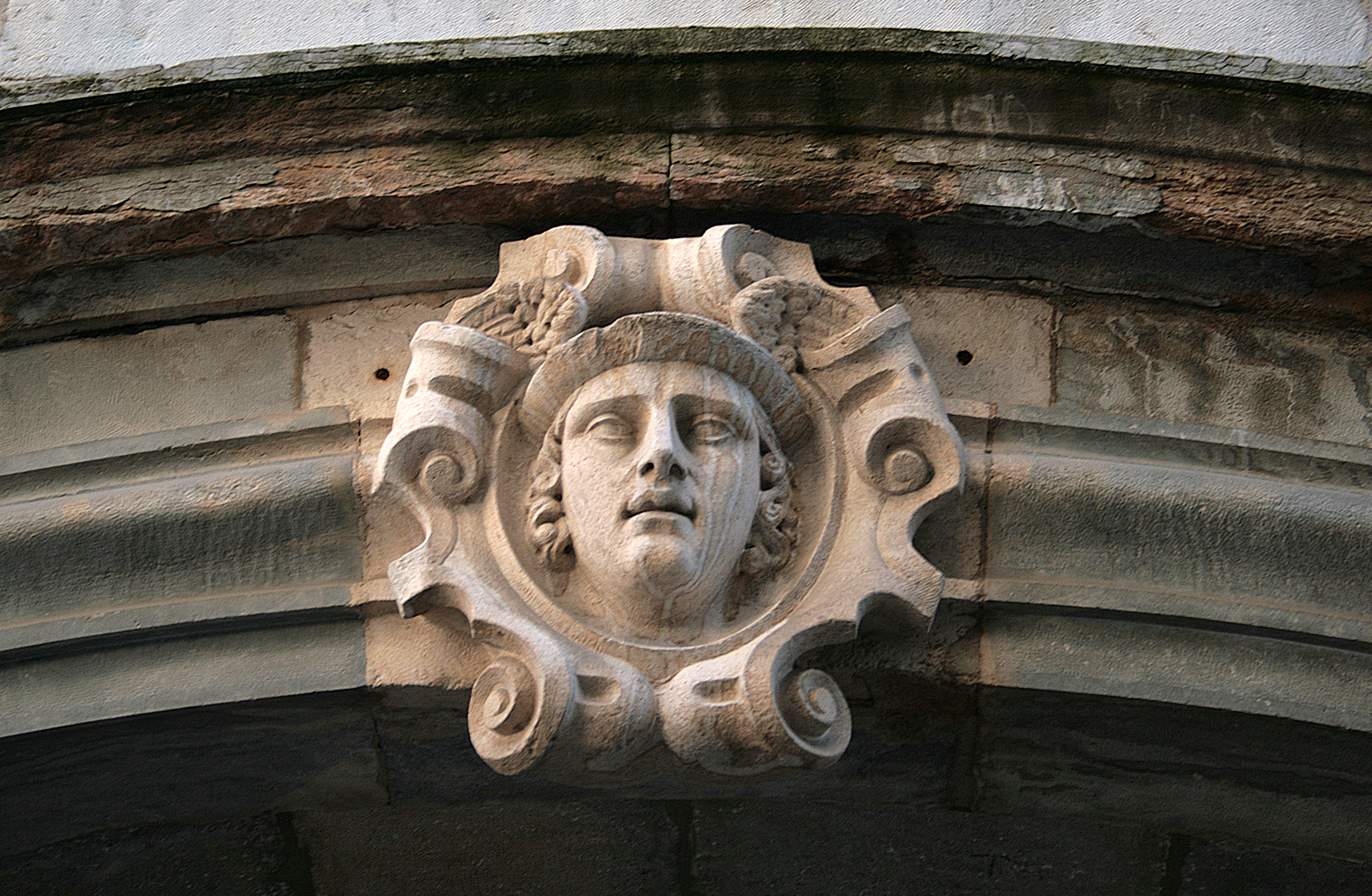
Cheie de boltă din Besançon
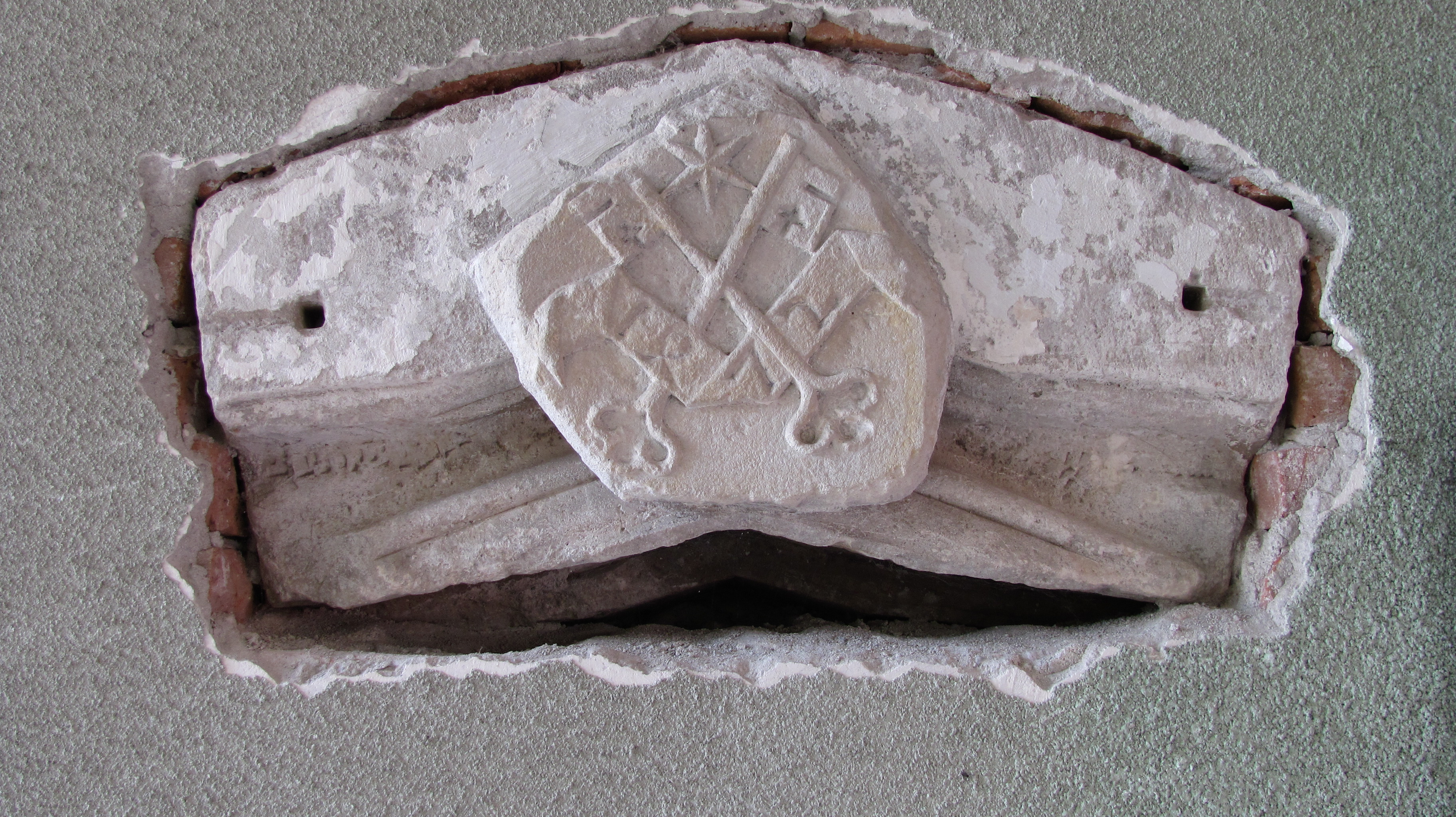
Cheie de boltă de la Biserica Romano-Catolică din Turda